# بريان فان هولت
بريان فان هولت (بالإنجليزية: Brian Van Holt)‏ هو عارض وممثل أمريكي، ولد في 6 يوليو 1969 بوكغن في الولايات المتحدة.

## أعمال

### أفلام
- (2001) سقوط الصقر الأسود[4]
- (2002) ويند توكرز[5]
- (2003) بسيك[6]
- (2003) سوات[7]
- (2005) بيت من الشمع[8]
- (2014) بري[9][10]

### مسلسلات
- ذا ميدل
- ميامي
- عملاء شيلد

## وصلات خارجية
- بريان فان هولت على موقع IMDb (الإنجليزية)
- بريان فان هولت على موقع روتن توميتوز (الإنجليزية)
- بريان فان هولت على موقع ألو سيني (الفرنسية)
- بريان فان هولت على موقع أول موفي (الإنجليزية)
- بريان فان هولت على موقع قاعدة بيانات الأفلام السويدية (السويدية)
- بريان فان هولت على موقع إن إن دي بي (الإنجليزية)
- بريان فان هولت على موقع قاعدة بيانات الفيلم (الإنجليزية)
- بريان فان هولت على موقع كينوبويسك (الروسية)